# Joseph T. Tracy
Joseph Trimble Tracy (* 28. Dezember 1865 in Mount Pleasant, Iowa; † 2. Januar 1952 in Columbus, Ohio) war ein US-amerikanischer Politiker (Republikanische Partei). Er war von 1921 bis 1937 Auditor of State von Ohio.

## Werdegang
Joseph Trimble Tracy, Sohn von Noah und Nancy Ann Freeman Tracy, wurde ungefähr sechs Monate nach dem Ende des Bürgerkrieges im Henry County geboren. Seine Familie zog kurz nach seiner Geburt nach Scioto County (Ohio), wo er auf einer Farm aufwuchs. Er besuchte die Normal School in West Union (Ohio). Danach unterrichtete er fünf Jahre lang als Lehrer an einer Schule und war als County School Examiner tätig. Dann war er Deputy Clerk of Courts im Scioto County.
Von 1893 bis 1899 war er County Auditor im Scioto County. Tracy wurde 1902 zum Gemeindeaufseher (municipal supervisor) im Bureau of Inspection and Supervision of Public Offices in der Behörde des Auditors of State ernannt. Er hielt den Posten 14 Jahre lang inne. Während dieser Zeit half er mit Accounting Systems in 70 Städten einzurichten. Dabei erarbeitete er sich einen Ruf, der ihm bei der Wahl 1920 zum Auditor of State von Ohio zum Sieg verhalf. Er wurde 1924, 1928 und 1932 wiedergewählt. Bei seiner Wiederwahlkandidatur 1940 unterlag er dem Demokraten Joseph T. Ferguson mit 1.525.839 zu 1.479.840 Stimmen.
Tracy heiratete am 11. April 1894 Alnore Arnold aus Portsmouth (Ohio). Sie verstarb am 9. Januar 1921, einen Tag bevor Tracy seinen Posten als Auditor of State antrat. Das Paar hatte fünf Kinder. Ihr Sohn Roger W. Tracy und ihr Enkel Roger W. Tracy junior waren auch Politiker in Ohio. Alnore wurde auf dem Green Lawn Cemetery in Columbus (Ohio) beigesetzt. Tracy war ein Mitglied der Freimaurer, der Knights of Pythias und der King Avenue Methodist Church in Columbus. Er verstarb 1952 in Columbus und wurde dann dort auf dem Green Lawn Cemetery beigesetzt.